# David dos Reis
David dos Reis, nasceu a 15 de Janeiro de 1977, é um jogador de rugby que evolui na posição de Segunda Linha, representando actualmente o Nimes do quarto escalão do Rugby francês (Fédérale 2). Mede 1,91 m e pesa 114 kg. É internacional português, tendo se estreado por Portugal num jogo frente ao Canadá, tendo cumprido a sua segunda internacionalização frente à Alemanha num jogo respeitante ao Torneio Europeu das Nações e de qualificação para a Taça do mundo de Rugby de 2011.

## Palmarés
- Internacional português: 2 internacionalizações